# Brenac (Puèi Domat)
Brenat és un municipi francès situat al departament del Puèi Domat i a la regió d'Alvèrnia-Roine-Alps. L'any 2007 tenia 544 habitants.

## Demografia

### Població
El 2007 la població de fet de Brenat era de 544 persones. Hi havia 216 famílies de les quals 32 eren unipersonals (16 homes vivint sols i 16 dones vivint soles), 96 parelles sense fills, 72 parelles amb fills i 16 famílies monoparentals amb fills.
La població ha evolucionat segons el següent gràfic:
Habitants censats

### Habitatges
El 2007 hi havia 257 habitatges, 218 eren l'habitatge principal de la família, 28 eren segones residències i 11 estaven desocupats. 251 eren cases i 2 eren apartaments. Dels 218 habitatges principals, 199 estaven ocupats pels seus propietaris, 15 estaven llogats i ocupats pels llogaters i 4 estaven cedits a títol gratuït; 3 tenien una cambra, 11 en tenien dues, 25 en tenien tres, 80 en tenien quatre i 99 en tenien cinc o més. 175 habitatges disposaven pel capbaix d'una plaça de pàrquing. A 81 habitatges hi havia un automòbil i a 124 n'hi havia dos o més.

### Piràmide de població
La piràmide de població per edats i sexe el 2009 era:
| Homes | Edats   | Dones |
| ----- | ------- | ----- |
| 0     | 95 o +  | 0     |
| 0     | 90 a 94 | 4     |
| 8     | 85 a 89 | 4     |
| 0     | 80 a 84 | 4     |
| 4     | 75 a 79 | 12    |
| 4     | 70 a 74 | 12    |
| 20    | 65 a 69 | 4     |
| 16    | 60 a 64 | 24    |
| 16    | 55 a 59 | 8     |
| 28    | 50 a 54 | 24    |
| 8     | 45 a 49 | 28    |
| 20    | 40 a 44 | 28    |
| 20    | 35 a 39 | 16    |
| 12    | 30 a 34 | 12    |
| 12    | 25 a 29 | 8     |
| 12    | 20 a 24 | 12    |
| 24    | 15 a 19 | 20    |
| 16    | 10 a 14 | 8     |
| 8     | 5 a 9   | 4     |
| 12    | 0 a 4   | 0     |

## Economia
El 2007 la població en edat de treballar era de 369 persones, 274 eren actives i 95 eren inactives. De les 274 persones actives 250 estaven ocupades (129 homes i 121 dones) i 24 estaven aturades (10 homes i 14 dones). De les 95 persones inactives 49 estaven jubilades, 19 estaven estudiant i 27 estaven classificades com a «altres inactius».

### Ingressos
El 2009 a Brenat hi havia 232 unitats fiscals que integraven 600 persones, la mediana anual d'ingressos fiscals per persona era de 19.769 €.

### Activitats econòmiques
Dels 12 establiments que hi havia el 2007, 5 eren d'empreses de construcció, 2 d'empreses de comerç i reparació d'automòbils, 1 d'una empresa de transport, 1 d'una empresa d'hostatgeria i restauració, 1 d'una empresa de serveis i 2 d'empreses classificades com a «altres activitats de serveis».
Dels 7 establiments de servei als particulars que hi havia el 2009, 1 era un paleta, 1 guixaire pintor, 1 fusteria, 2 lampisteries, 1 perruqueria i 1 restaurant.
L'any 2000 a Brenat hi havia 19 explotacions agrícoles que ocupaven un total de 462 hectàrees.

## Equipaments sanitaris i escolars
El 2009 hi havia una escola elemental integrada dins d'un grup escolar amb les comunes properes formant una escola dispersa.

## Poblacions més properes
El següent diagrama mostra les poblacions més properes.